# Unhinged (Magic)

Il logo del set

Unhinged (in inglese "Scardinato") è una delle espansioni comiche di Magic: l'Adunanza. È stata stampata solo in lingua inglese ma è disponibile anche in Italia. È composta ufficialmente da 140 carte ma ne esiste una aggiuntiva (Super Secret Tech) disponibile solo in versione foil. Il simbolo dell'espansione è un ferro di cavallo rovesciato.
A destra della riga di copyright di ogni carta è scritta una parola. Leggendole tutte in ordine inverso si ottiene un "messaggio" della Wizards of the Coast, che elenca alcune altre carte che avrebbero potuto stampare.
A causa delle regole assurde proposte dalle carte (ad esempio "Questa creatura prende +1/+0 se sei il più alto tra i giocatori") esse sono bandite dai tornei ufficiali (ad eccezione delle terre base, molto ricercate tra i collezionisti per il "valore estetico").